# Saison 2020-2021 du Pro14
Navigation
Pro14 2019-2020 Pro14 Rainbow Cup
La saison 2020-2021 du Pro14, ou Guinness Pro14 selon le sponsor actuel de la compétition, voit s'affronter douze franchises écossaises, galloises, irlandaises et italiennes de rugby à XV.
Avec le retrait des Southern Kings de toute compétition jusqu'en 2021 puis son entrée en liquidation en septembre 2020, et les restrictions frontalières en vigueur au Royaume-Uni compliquant considérablement les déplacements des Cheetahs, seules les équipes européennes sont réparties dans les tableaux des deux conférences. La réintégration d'équipes sud-africaines demeure possible en cours de saison. La direction de la compétition annonce par ailleurs vouloir accueillir davantage d'équipes de ce pays dès la saison suivante.
Le Leinster Rugby est le triple champion en titre, et défend ce titre avec succès en remportant pour la huitième fois la compétition.

## Liste des équipes en compétition
| Équipe                 | Entraineur             | Capitaine                | Stade                     |
| Franchises irlandaises | Franchises irlandaises | Franchises irlandaises   | Franchises irlandaises    |
| ---------------------- | ---------------------- | ------------------------ | ------------------------- |
| Connacht               | Andy Friend            | Jarrad Butler            | Galway Sportsground       |
| Leinster               | Leo Cullen             | Jonathan Sexton          | RDS Arena                 |
| Munster                | Johann van Graan       | Peter O'Mahony           | Thomond Park              |
| Ulster                 | Dan McFarland          | Iain Henderson           | Kingspan Stadium          |
| Franchises galloises   |                        |                          |                           |
| Cardiff Blues          | John Mulvihill         | Ellis Jenkins            | Cardiff Arms Park         |
| Dragons                | Dean Ryan              |                          | Rodney Parade             |
| Scarlets               | Glen Delaney           | Ken Owens                | Parc y Scarlets           |
| Ospreys                | Toby Booth             | Justin Tipuric           | Liberty Stadium           |
| Franchises écossaises  |                        |                          |                           |
| Édimbourg Rugby        | Richard Cockerill      | Stuart McInally          | Murrayfield               |
| Glasgow Warriors       | Danny Wilson           | Fraser Brown Ryan Wilson | Scotstoun Stadium         |
| Franchises italiennes  |                        |                          |                           |
| Benetton Trévise       | Kieran Crowley         | Dewaldt Duvenage         | Stadio Comunale di Monigo |
| Zebre                  | Michael Bradley        | Tommaso Castello         | Stade Sergio-Lanfranchi   |

## Déroulement de la saison

### Avant la saison: la dissolution du Super Rugby rapproche l'Afrique du Sud de l'Europe
La compétition s'ouvre lors du premier week-end du mois d'octobre, deux semaines après l'élimination des cinq équipes du championnat engagées en quarts de finale des compétitions européennes. Seules les douze équipes européennes sont au programme du début de saison. Après trois saisons sportivement désastreuses en Pro14, les Southern Kings se retirent en cours de saison 2019-2020 pour raisons financières, peu de temps avant de se placer en liquidation, accusant un déficit de 2,6 millions de livres sterling, compromettant la survie de la franchise. L'autre franchise sud-africaine, les Cheetahs, fait partie des équipes qui disputeront un championnat interne en Afrique du Sud, les restrictions frontalières rendant impossible leur participation au Pro14 avant 
2021.
Cependant, cette saison du Pro14 pourrait aboutir à un remaniement majeur des compétitions internationales. Le format à deux conférences est maintenu, en attente du retour des Cheetahs et d'une équipe remplaçante pour les Southern Kings, voire dans l'éventualité où les pourparlers entre la direction du Pro14 et la Fédération sud-africaine de rugby à XV (SARU) aboutiraient à leur substitution par les quatre franchises sud-africaines du Super Rugby (Bulls, Lions, Sharks et Stormers). La SARU a déplacé la Currie Cup, d'ordinaire disputée durant l'hiver austral, pour commencer le même week-end que le Pro14, et les résultats de cette compétition pourraient être convertis en points dans les tableaux des conférences du Pro14 lors de l'arrivée des franchises sud-africaines en janvier 2021. Dès la fin du mois de septembre, la SARU investit tout son avenir dans le Pro14 en votant pour un passage de deux à quatre équipes sud-africaines dans la compétition, en attente du probable accord de la direction du Pro14. Un vote qui remet sans aucun doute en cause le maintien des Cheetahs, qui pourraient subir le même sort en Pro14 qu'en Super Rugby, les intérêts des quatre autres franchises étant prioritaires.
Ces changements sont précipités par deux facteurs : la pandémie de Covid-19, qui chamboule les calendriers des compétitions domestiques et internationales, mais aussi les velléités isolationnistes de la Fédération néo-zélandaise de rugby à XV, qui projette unilatéralement de créer une nouvelle compétition domestique excluant toute équipe sud-africaine ou argentine, et laissant la place à seulement deux des cinq équipes australiennes du Super Rugby. Bien qu'attractif pour l'Afrique du Sud, du fait de ses fuseaux horaires comparables, de son ouverture et de son professionnalisme, le Pro14 
est en fait la seule alternative réaliste possible pour les franchises sud-africaines en dehors d'une ligue nationale, mais pas une alternative ardemment souhaitée. Lors du vote pour un passage à quatre équipes en Pro14, le 29 septembre 2020, le président de la fédération Mark Alexander déclare : « Ce sont des temps extraordinaires. Si cela avait été une année ordinaire, nous n'aurions pas tenu ces réunions. [...] Nous devions prendre des décisions pour éviter un effondrement financier à cause de la crise de la pandémie de coronavirus »,. Pour Jurie Roux, directeur du rugby : « Nous n'aurions pas pris cette décision sans l'action d'autres pays », en référence aux initiatives néo-zélandaise puis australienne,.
Le rapprochement des équipes professionnelles du pays et d'une ligue européenne ouvre la voie, selon certains observateurs, à une possible candidature de l'Afrique du Sud au Tournoi des Six Nations à plus ou moins court terme. Cependant, la SARU annonce son attachement à la gouvernance multi-nationale de la SANZAAR et au Rugby Championship, soulignant une volonté de pérenniser la compétition.

## Résumé des résultats

### Classement de la phase régulière
| Rang | Franchise        | J  | V  | N | D  | Bo | Bd | Pm  | Pe  | Diff | Pts |
| ---- | ---------------- | -- | -- | - | -- | -- | -- | --- | --- | ---- | --- |
| 1    | Leinster (T)     | 16 | 14 | 0 | 2  | 14 | 1  | 576 | 285 | +291 | 71  |
| 2    | Ulster           | 16 | 14 | 0 | 2  | 8  | 0  | 469 | 263 | +206 | 64  |
| 3    | Ospreys          | 16 | 8  | 0 | 8  | 0  | 4  | 301 | 318 | -17  | 36  |
| 4    | Glasgow Warriors | 16 | 6  | 0 | 10 | 2  | 4  | 335 | 377 | -42  | 30  |
| 5    | Dragons          | 16 | 6  | 0 | 10 | 2  | 3  | 215 | 394 | -179 | 29  |
| 6    | Zebre            | 16 | 4  | 0 | 12 | 0  | 1  | 237 | 508 | -271 | 17  |

| Rang | Franchise        | J  | V  | N | D  | Bo | Bd | Pm  | Pe  | Diff | Pts |
| ---- | ---------------- | -- | -- | - | -- | -- | -- | --- | --- | ---- | --- |
| 1    | Munster          | 16 | 14 | 0 | 2  | 6  | 2  | 403 | 250 | +153 | 64  |
| 2    | Connacht         | 16 | 8  | 0 | 8  | 8  | 5  | 396 | 353 | +43  | 45  |
| 3    | Scarlets         | 16 | 8  | 0 | 8  | 3  | 4  | 319 | 333 | -14  | 39  |
| 4    | Cardiff Blues    | 16 | 8  | 0 | 8  | 3  | 1  | 265 | 284 | -19  | 36  |
| 5    | Édimbourg Rugby  | 15 | 5  | 0 | 10 | 1  | 4  | 247 | 344 | -97  | 25  |
| 6    | Benetton Trévise | 15 | 0  | 0 | 15 | 1  | 6  | 252 | 415 | -163 | 7   |

|  | Qualifiés pour la phase finale et la Coupe d'Europe 2021-2022 (no 1, no 2). |
|  | Qualifiés pour la Coupe d'Europe 2021-2022.                                 |
|  | Qualifiés pour le Challenge européen 2021-2022.                             |

Attribution des points : victoire : 4, match nul : 2, défaite : 0 ; plus les bonus (offensif : 4 essais marqués ; défensif : défaite par 7 points d'écart maximum).
Règles de classement : 1. Nombre de victoires ; 2.différence de points ; 3. nombre d'essais marqués ; 4. nombre de points marqués ; 5. différence d'essais ; 6. rencontre supplémentaire si la première place est concernée sinon nombre de cartons rouges, puis jaunes.

## Résultats détaillés

### Phase régulière
| Clubs            | DRA   | GLA   | LEI   | OSP   | ULS   | ZEB   |       | CAR   | CON   | EDI   | MUN   | LLA   | TRE |
| ---------------- | ----- | ----- | ----- | ----- | ----- | ----- | ----- | ----- | ----- | ----- | ----- | ----- | --- |
| Dragons          |       | 26-17 | 29-35 | 20-28 | 22-26 | 26-18 | 12-13 | 20-30 | 24-17 | 16-28 |       |       |     |
| Glasgow Warriors | 22-23 |       | 19-32 | 30-25 | 13-19 |       |       |       | 23-22 | 13-27 | 20-7  | 46-25 |     |
| Leinster         | 35-5  | 40-21 |       | 19-24 | 24-12 | 63-8  | 40-5  | 24-35 | 50-10 |       |       |       |     |
| Ospreys          | 20-31 | 23-15 | 7-26  |       | 12-24 | 10-0  |       |       |       |       | 14-16 | 24-22 |     |
| Ulster           | 40-17 | 40-15 | 19-38 | 21-7  |       | 49-3  |       |       |       | 15-10 | 24-22 | 35-24 |     |
| Zebre            | 26-15 | 20-31 | 31-48 | 23-17 | 14-57 |       | 6-16  | 12-47 | 10-26 |       |       | 22-18 |     |
| Cardiff Blues    |       | 10-19 |       | 3-17  | 7-11  |       |       | 29-7  | 34-15 | 11-20 | 29-20 | 22-5  |     |
| Connacht         |       | 28-24 |       | 20-26 | 19-32 |       | 32-17 |       | 14-15 | 10-16 | 14-20 | 31-14 |     |
| Édimbourg Rugby  |       | 10-7  |       | 10-25 | 14-43 |       | 18-0  | 26-37 |       | 10-22 | 25-27 |       |     |
| Munster          |       |       | 10-13 | 38-22 |       | 52-3  | 38-27 | 20-17 | 25-23 |       | 28-10 | 31-17 |     |
| Scarlets         | 20-3  |       | 25-52 |       |       | 18-17 | 10-13 | 41-36 | 3-6   | 27-30 |       | 41-17 |     |
| Benetton Trévise | 19-26 |       | 25-37 |       |       | 15-24 | 14-29 | 17-19 |       | 16-18 | 3-10  |       |     |

### Finale
| 27 mars 2021 | Leinster                                                                                              | 16 - 6 (6 - 6) | Munster                                | RDS Arena Arbitre : Mike Adamson |
| 27 mars 2021 | Essai(s) : 1 Conan (46e) Transformation(s) : 1 R. Byrne (47e) Pénalité(s) : 3 R. Byrne (3e, 11e, 68e) |                | Pénalité(s) : 2 Carbery (13e, 40e + 1) | RDS Arena Arbitre : Mike Adamson |
| 27 mars 2021 | |                |                                        | RDS Arena Arbitre : Mike Adamson |

| Leinster Titulaires · 15 Hugo Keenan · 14 Jordan Larmour · 13 Rory O'Loughlin · 12 Robbie Henshaw · 11 David Kearney · 10 Ross Byrne · 90 Luke McGrath · 80 Jack Conan 46e · 70 Josh van der Flier · 60 Rhys Ruddock · 50 Scott Fardy · 40 Devin Toner · 30 Andrew Porter · 20 Rónan Kelleher · 10 Cian Healy · Remplaçants · 16 James Tracy · 17 Ed Byrne · 18 Tadhg Furlong · 19 Ross Molony · 20 Ryan Baird · 21 Jamison Gibson-Park · 22 Johnny Sexton · 23 James Lowe · |  | Munster Titulaires Mike Haley 15 Andrew Conway 14 Chris Farrell 13 Damian de Allende 12 Keith Earls 11 Joey Carbery 10 Conor Murray 09 CJ Stander 08 Peter O'Mahony 07 Gavin Coombes 06 Tadhg Beirne 05 Jean Kleyn 04 John Ryan 03 Niall Scannell 02 James Cronin 01 Remplaçants Kevin O'Byrne 16 Dave Kilcoyne 17 Stephen Archer 18 Billy Holland 19 Jack O'Donoghue 20 Craig Casey 21 JJ Hanrahan 22 Rory Scannell 23 |

## Statistiques

### Meilleurs réalisateurs[12]
| Rang | Joueur            | Club            | Poste            | Points | Essais | Transf. | Pén. | Drops |
| ---- | ----------------- | --------------- | ---------------- | ------ | ------ | ------- | ---- | ----- |
| 1    | John Cooney       | Ulster          | Demi de mêlée    | 115    | 5      | 33      | 8    | 0     |
| 2    | Sam Davies        | Scarlets        | Demi d'ouverture | 113    | 1      | 26      | 11   | 1     |
| 3    | Jack Carty        | Connacht        | Demi d'ouverture | 102    | 3      | 21      | 14   | 1     |
| 4    | Jarrod Evans      | Cardiff Blues   | Demi d'ouverture | 94     | 1      | 19      | 17   | 0     |
| -    | Stephen Myler     | Ospreys         | Demi d'ouverture | 94     | 0      | 17      | 20   | 0     |
| 6    | Harry Byrne       | Leinster        | Demi d'ouverture | 91     | 3      | 32      | 4    | 0     |
| 7    | JJ Hanrahan       | Munster         | Demi d'ouverture | 85     | 2      | 18      | 12   | 1     |
| 8    | Ben Healy         | Munster         | Demi d'ouverture | 77     | 1      | 15      | 14   | 0     |
| 9    | Antonio Rizzi     | Zebre           | Demi d'ouverture | 68     | 1      | 6       | 17   | 0     |
| 10   | Jaco van der Walt | Édimbourg Rugby | Demi d'ouverture | 66     | 0      | 12      | 14   | 0     |

### Meilleurs marqueurs[12]
| Rang | Joueur         | Club     | Poste           | Essais |
| ---- | -------------- | -------- | --------------- | ------ |
| 1    | Alex Wootton   | Connacht | Ailier          | 9      |
| 1    | Scott Penny    | Leinster | Troisième ligne | 9      |
| 1    | Marcel Coetzee | Ulster   | Troisième ligne | 9      |
| 4    | David Kearney  | Leinster | Ailier          | 8      |
| 4    | Gavin Coombes  | Munster  | Troisième ligne | 8      |
| 6    | Luke McGrath   | Leinster | Demi de mêlée   | 7      |
| 6    | John Andrew    | Ulster   | Talonneur       | 7      |

## Récompenses[13],[14],[15],[16],[17],[18],[19]
| Distinction               | Lauréat         | Club     |
| ------------------------- | --------------- | -------- |
| Joueur de la saison       | Marcell Coetzee | Ulster   |
| Entraîneur de la saison   | Michael Bradley | Zebre    |
| Jeune joueur de la saison | Scott Penny     | Leinster |
| Meilleur marqueur         | John Cooney     | Ulster   |
| Golden Boot               | Stephen Myler   | Ospreys  |
| Tackle Machine            | Brok Harris     | Dragons  |
| Turnover King             | Chris Cloete    | Munster  |
| Iron Man                  | Ashton Hewitt   | Dragons  |

| Poste                  | Joueurs                           | Joueurs                           | Joueurs                           | Joueurs                           | Joueurs                           | Joueurs                           |
| ---------------------- | --------------------------------- | --------------------------------- | --------------------------------- | --------------------------------- | --------------------------------- | --------------------------------- |
| Arrière                | [15] Michael Lowry (Ulster)       | [15] Michael Lowry (Ulster)       | [15] Michael Lowry (Ulster)       | [15] Michael Lowry (Ulster)       | [15] Michael Lowry (Ulster)       | [15] Michael Lowry (Ulster)       |
| Trois quarts ailes     | [14] Alex Wootton (Connacht)      | [14] Alex Wootton (Connacht)      | [14] Alex Wootton (Connacht)      | [11] David Kearney (Leinster)     | [11] David Kearney (Leinster)     | [11] David Kearney (Leinster)     |
| Trois quarts centres   | [13] Huw Jones (Glasgow Warriors) | [13] Huw Jones (Glasgow Warriors) | [13] Huw Jones (Glasgow Warriors) | [12] Damian de Allende (Munster)  | [12] Damian de Allende (Munster)  | [12] Damian de Allende (Munster)  |
| Charnière              | [10] Jack Carty (Connacht)        | [10] Jack Carty (Connacht)        | [10] Jack Carty (Connacht)        | [9] John Cooney (Ulster)          | [9] John Cooney (Ulster)          | [9] John Cooney (Ulster)          |
| Troisième ligne centre | [8] Marcell Coetzee (Ulster)      | [8] Marcell Coetzee (Ulster)      | [8] Marcell Coetzee (Ulster)      | [8] Marcell Coetzee (Ulster)      | [8] Marcell Coetzee (Ulster)      | [8] Marcell Coetzee (Ulster)      |
| Troisième ligne aile   | [7] Scott Penny (Leinster)        | [7] Scott Penny (Leinster)        | [7] Scott Penny (Leinster)        | [6] Josh Turnbull (Cardiff Blues) | [6] Josh Turnbull (Cardiff Blues) | [6] Josh Turnbull (Cardiff Blues) |
| Deuxième ligne         | [5] Gavin Thornbury (Connacht)    | [5] Gavin Thornbury (Connacht)    | [5] Gavin Thornbury (Connacht)    | [4] Billy Holland (Munster)       | [4] Billy Holland (Munster)       | [4] Billy Holland (Munster)       |
| Piliers                | [3] Michael Bent (Leinster)       | [3] Michael Bent (Leinster)       | [3] Michael Bent (Leinster)       | [1] Eric O'Sullivan (Ulster)      | [1] Eric O'Sullivan (Ulster)      | [1] Eric O'Sullivan (Ulster)      |
| Talonneur              | [2] Kevin O'Byrne (Munster)       | [2] Kevin O'Byrne (Munster)       | [2] Kevin O'Byrne (Munster)       | [2] Kevin O'Byrne (Munster)       | [2] Kevin O'Byrne (Munster)       | [2] Kevin O'Byrne (Munster)       |